# Komotiní

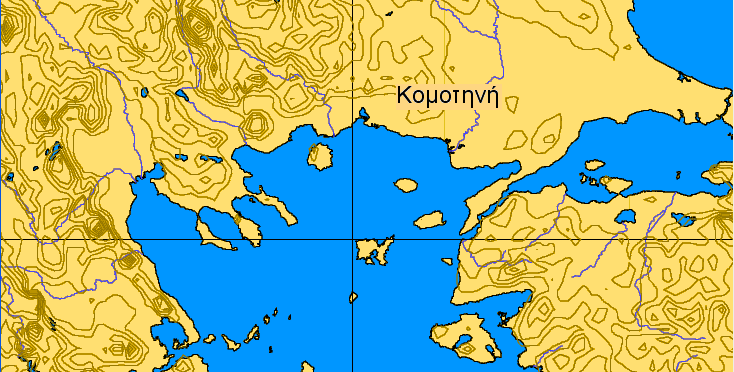
ubicación de Komotiní 41°6 N 25° 25 E.

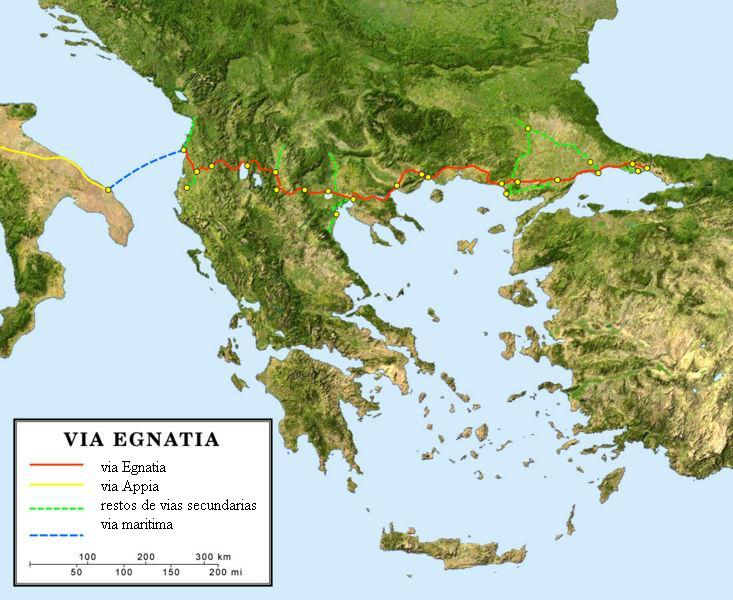
Recorrido de la vía Egnatia.

Komotiní (griego Κομοτηνή (f. sg.); turco Gümülcine; búlgaro Гюмюрджина Giumiurchina) es una ciudad de Grecia, capital de la Periferia de Macedonia Oriental y Tracia y la unidad periférica de Ródope. Ubicada en el límite sur de las montañas Ródope. Es la sede del obispado ortodoxo desde 1973 y de la Universidad Demócrito de Tracia. Se encuentra subdividida en el centro histórico y once asentamientos adicionales donde habitan 52.659 habitantes, que constituye la mitad de la población de Ródope. Aproximadamente el 50% de la población es musulmana.
En las cercanías de la ciudad están las ruinas de la fortaleza medieval Mosinopol, donde se encuentran la milenaria vía Egnatia, la vía de la fortaleza Stanimaka al norte y la vía Militaris.